# Yūki Ōta
Yūki Ōta (太田 雄貴, Ōta Yūki, né le 25 novembre 1985 à Ōtsu) est un escrimeur japonais pratiquant le fleuret. 
Ōta est vice-champion olympique aux Jeux olympiques d'été de 2008 à Pékin. En 2015, il obtient son premier titre mondial individuel face à l'Américain Alexander Massialas lors des mondiaux de Moscou.

## Palmarès
- Jeux olympiques
  -  Médaille d'argent aux Jeux olympiques de 2008 à Pékin
  -  Médaille d'argent par équipe aux Jeux olympiques de 2012 à Londres
- Championnats du monde d'escrime
  -  Médaille d'or individuel aux championnats du monde d'escrime 2015 à Moscou
  -  Médaille de bronze individuel aux championnats du monde d'escrime 2010 à Paris
  -  Médaille de bronze par équipe aux championnats du monde d'escrime 2010 à Paris
- Championnats d'Asie d'escrime
  -  Médaille d'or en 2007 à Nantong
  -  Médaille d'or en 2008 à Bangkok
  -  Médaille d'or en 2009 à Doha
  -  Médaille d'or en 2015 à Singapour
  -  Médaille de bronze en 2012 à Wakayama
- Coupe du monde d'escrime
  - Vainqueur de l'épreuve de Coupe du monde d'escrime de Téhéran en 2004
  - Deuxième au classement mondial 2008 (après les Jeux olympiques)

## Classement en fin de saison
| Année | 2003 | 2004 | 2005 | 2006 | 2007 | 2008 | 2009 | 2010 | 2011 | 2012 | 2013 | 2014 | 2015 | 2016 |
| ----- | ---- | ---- | ---- | ---- | ---- | ---- | ---- | ---- | ---- | ---- | ---- | ---- | ---- | ---- |
| Rang  | 106  | 9    | 48   | 25   | 7    | 7    | 6    | 2    | 21   | 17   | NC   | 13   | 2    | 19   |